# Nocturne (Moeran)
Nocturne is een compositie van Ernest John Moeran. Het is een toonzetting van een tekst van Robert Nichols uit diens nooit verschenen drama Don Juan Tenorio the Great. De tekst verscheen later wel in een verzamelbundel van de losse tekst van de dichter. Moeran schreef deze nocturne over de zonsondergang ter nagedachtenis van Frederick Delius, die in de zomer van 1934 overleed. Moeran was een groot liefhebber van Delius’s muziek, maar ook van zijn leerling Peter Warlock. Moeran schreef Jelka Rosen, mevrouw Delius, of zij haar goedkeuring kon geven aan "opgedragen aan Frederick Delius". Rosen stemde in (Please dedicate it to the memory of Frederick, aldus een brief van 3 januari 1935). Het werk deed haar denken aan een van Delius’ topstukken getiteld Sea Drift.
Heathcote Statham gaf leiding aan de eerste uitvoering van dit werk op 4 april 1935 in Norwich, waarschijnlijk met de Norwich Philharmonic Society. Het werd daarna nog een aantal keren gespeeld, maar het werk raakte in de vergetelheid. In de jaren zeventig kwam het even naar de oppervlakte in verband met de belangstelling van Benjamin Britten voor dit werk. Britten had Moeran ooit eens ontmoet. Het was toen te horen op 1 juli 1973 tijdens het Aldeburgh Festival (festival georganiseerd door Britten. Daarna werd het weer stil rond dit werk.